# Бірманська арфа (фільм, 1956)
«Бірманська арфа» (яп. ビルマの竪琴, Бірума но татеґото) — чорно-білий японський фільм 1956 року, поставлений режисером Коном Ітікавою за однойменним романом Мішіо Такеями (1946). Був першим фільмом Ітікави, показаним за межами Японії. Стрічка завоювала дві премії Венеційського кінофестивалю (1956) і премію «Майніті» за найкращу музику до фільму (1957). Фільм номінувався від Японії на здобуття премії «Оскар» 1957 року в категорії за Найкращий фільм іноземною мовою .
У 1995 році Бірманська арфа була включена до списку 45-ти найвидатніших фільмів усіх часів, складений у Ватикані до сторічного ювілею кінематографа.
У 1985 році Кон Ітікава зняв кольоровий рімейк фільму з іншими акторами.

## Сюжет
1945 рік, Бірманська операція Другої світової війни. Рядовий першого класу Мідзушіма із загону капітана Іноуе навчився грати на саунзі, бірманській арфі, і тепер в загоні співають під саунг задля підняття бойового духу солдатів. Сховавшись у селі, загін розуміє, що оточений британськими військами. Їх повідомляють, що Японія капітулювала, і загін здається. Капітан просить Мідзушіму вирушити в гори, щоб умовити здатися групу солдатів, що й досі воюють. Британці дають Мідзушімі пів години на переговори, які ні до чого не приводять — солдати вирішують битися до кінця. Мідзушіма збирається попросити ще часу і майструє білий прапор. Солдати, думаючи, що він вирішив здатися від їхнього імені, б'ють його і залишають непритомного на підлозі печери. Британська артилерія відкриває вогонь, від якого гинуть усі, окрім Мідзушіми, що залишився в печері. Мідзушіма, якого вилікував бірманський чернець, в чернечому одязі бродить у пошуках табору, де розміщується його загін. Зустрічаючи на шляху безліч убитих, він вирішує допомогти ховати їх і молитися за упокій їхніх душ.
Тим часом капітан Іноує купує у місцевої старої, що приносила їм їжу в обмін на різні предмети, папугу і вивчає його фразу: «Мідзушіма, повернемося в Японію разом!» Солдати просять стару передати папугу захожому ченцеві, в якому вони впізнають Мідзушіму. Пізніше стара приносить в загін іншу папугу, передану ченцем. Цей птах повторює фразу: «Я не можу повернутися!» З папугою капітанові передають довгий лист, в якому Мідзушіма пише, що не може повернутися, тому що повинен ховати мертвих і молитися за мир на землі. Капітан зачитує солдатам цей лист лише на кораблі, на якому їх везуть на батьківщину — в Японію.

## У ролях
- Рентаро Мікуні ···· капітан Іноує
- Сьодзі Ясуй ···· Мідзушіма
- Дзюн Хамамура ···· Іто
- Такетоші Найто ···· Кобаяші
- Сюнджі Косуга ···· Макі
- Ко Нішімура ···· Баба
- Кейшічі Накахара ···· Такаґі
- Тошіакі Іто ···· Хашімото
- Томіо Аокі ···· Ояма
- Таніе Кітабаяші ···· стара

## Знімальна група
- Автор сценарію — Натто Вада (за романом «Бірманська арфа» (яп. ビルマの竪琴, 1946) Мішіо Такеями [en])
- Режисер-постановник — Кон Ітікава
- Продюсер — Масаюкі Такаґі
- Композитор — Акіра Іфукубе
- Оператор — Мінору Йокояма
- Монтаж — Масанорі Цуджі
- Художник-постановник — Акіра Накаї
- Артдиректор — Такасі Мацуяма
- Звук — Масакадзу Камія
- Хореограф — Харухі Йокояма

## Визнання
| Нагороди та номінації фільму «Бірманська арфа» | Нагороди та номінації фільму «Бірманська арфа»    | Нагороди та номінації фільму «Бірманська арфа»                | Нагороди та номінації фільму «Бірманська арфа» | Нагороди та номінації фільму «Бірманська арфа» | Нагороди та номінації фільму «Бірманська арфа» |
| Рік                                            | Кінофестиваль/кінопремія                          | Категорія/нагорода                                            | Номінант                                       | Результат                                      |                                                |
| ---------------------------------------------- | ------------------------------------------------- | ------------------------------------------------------------- | ---------------------------------------------- | ---------------------------------------------- | ---------------------------------------------- |
| 1956                                           | Венеційський міжнародний кінофестиваль            | Золотий лев                                                   | Бірманська арфа                                | Номінація                                      |                                                |
| 1956                                           | Венеційський міжнародний кінофестиваль            | Приз Сан-Джорджо                                              | Кон Ітікава                                    | Перемога                                       |                                                |
| 1956                                           | Венеційський міжнародний кінофестиваль            | Приз Міжнародної Католицької організації в царині кіно (OCIC) | Бірманська арфа                                | Перемога                                       |                                                |
| 1956                                           | Венеційський міжнародний кінофестиваль            | Спеціальна згадка                                             | Кон Ітікава (за благородство його образів)     | Перемога                                       |                                                |
| 1957                                           | Премія Оскар                                      | Найкращий фільм іноземною мовою                               | Бірманська арфа                                | Номінація                                      |                                                |
| 1957                                           | Премія «Майніті»                                  | Найкраща музика до фільму                                     | Акіра Іфукубе                                  | Перемога                                       |                                                |
| 1957                                           | Італійський національний синдикат кіножурналістів | Срібна стрічка найкращому іноземному режисерові               | Кон Ітікава                                    | Номінація                                      |                                                |